# The Day the Senior Class Got Married
The Day the Senior Class Got Married is de vierde aflevering van het tweede seizoen van het televisieprogramma CBS Schoolbreak Special, die voor het eerst werd uitgezonden op 5 maart 1985. De aflevering won een Directors Guild of America Award en Humanitas Prize.

## Plot
De aflevering vertelt het verhaal van een klas die voor een project koppels moeten vormen en de voor- en nadelen van het getrouwde leven ontdekken. Ze leren vooral bij over financiële problemen.

## Cast
- Paul Dooley - Dr. Wormer
- Robin Morse - Lori Banks
- Steve Monarque - Garrick Hammilton
- Lionel Chute - Bobby D'Angelo
- Laura Galusha - April Sullivan
- Peter Kluge - Paul Tucker
- Vicki Lewis - Diane Kaplan
- Johann Carlo - Mary Judson
- Mary Elaine Monti - Pat Banks
- James Handy - Dan Banks
- Michael Hirsch - Mr. Hamilton